# Албанија на Светском првенству у атлетици на отвореном 2007.
Албанија је на Светском првенству у атлетици на отвореном 2007. одржаном у Осаки од 25. августа до 2. септембра учествовала дванаести пут, односно учествовала је на свим првенствима до данас. Репрезентацију Албаније представљао је један атлетичар који се такмичио у бацању кладива.
На овом првенству Авганистан није освојио ниједну медаљу, а оборен је један најбољи лични резултат сезоне.

## Мушкарци
Техничке дисциплине
| Атлетичар      | Дисциплина     | Лични рек. | Квалификације | Квалификације | Финале               | Финале       | Детаљи |
| Атлетичар      | Дисциплина     | Лични рек. | Резултат      | Место         | Резултат             | Место        | Детаљи |
| -------------- | -------------- | ---------- | ------------- | ------------- | -------------------- | ------------ | ------ |
| Доријан Чолаку | Бацање кладива | 75,78      | 68,30 ЛРС     | 13 у гр, А    | Није се квалификовао | 37 / 28 (29) |        |